# Riddim Driven: The Flip
Riddim Driven: The Flip jest dwudziestą druga składanką z serii Riddim Driven. Została wydana w lutym 2002 na CD i LP. Album zawiera piosenki nagrane na riddimie „The Flip” stworzonym przez Louisa „Flabba” Malcolma.

## Lista
1. „Style” – Ward 21
2. „Bring It On” – Mad Cobra, Christopher
3. „That Thing” – Tanto Metro, Devonte
4. „The Game Change” – Elephant Man
5. „Best Over All” – Sizzla
6. „Concrete” – Sean Paul
7. „Girlz Girlz” – T.O.K.
8. „Wine Pon Time” – Chico
9. „It’s On” – Christopher
10. „Nah Waste Time” – Kiprich
11. „Party Hardy” – Notch
12. „Round and Round” – Tafari, Ava Monet